# Quận Cabarrus, North Carolina
Quận Cabarrus là một quận hạt located in the south-central part of the tiểu bang Hoa Kỳ Bắc Carolina. Tại thời điểm năm 2000, quận có dân số 131.063 người, năm 2005, dân số là 147.000 người. Quận lỵ là Concord6

## Địa lý
Theo Cục điều tra dân số Hoa Kỳ, quận có tổng diện tích 365 dặm Anh vuông (945 km²), trong đó, 364 dặm Anh vuông (944 km²) là diện tích đất và 1 dặm Anh vuông (2 km²) trong tổng diện tích (0,16%) là diện tích mặt nước.

### Các thị trấn
Quận được chia thành 12 thị trấn, which are both numbered and named: 1, Harrisburg; 2, Poplar Tent; 3, Odell; 4, Kannapolis; 5, New Gilead; 6, Rimertown; 7, Gold Hill; 8, Mt Pleasant; 9, Georgeville; 10, Midland; 11, Central Cabarrus and 12, City of Concord

### Các quận giáp ranh
- Quận Rowan, Bắc Carolina - Bắc
- Quận Stanly, Bắc Carolina - Đông
- Quận Union, Bắc Carolina - Nam
- Quận Mecklenburg, Bắc Carolina - Tây
- Quận Iredell, Bắc Carolina - Tây bắc

## Thông tin nhân khẩu
Theo cuộc điều tra dân số2 tiến hành năm 2000, quận này có dân số 131.063 người, 49.519 hộ, và 36.545 gia đình sinh sống trong quận này. Mật độ dân số là 360 người trên mỗi dặm Anh vuông (139/km²). Có 52.848 đơn vị nhà ở với một mật độ bình quân là 145 trên mỗi dặm Anh vuông (56/km²). Cơ cấu chủng tộc của dân cư sinh sống tại quận này gồm 83,26% người da trắng, 12,18% người da đen hoặc người Mỹ gốc Phi, 0,34% người thổ dân châu Mỹ, 0,91% người gốc châu Á, 0,02% người các đảo Thái Bình Dương, 2,30% từ các chủng tộc khác, và 0,99% từ hai hay nhiều chủng tộc. 5,05% dân số là người Hispanic hoặc người Latin thuộc bất cứ chủng tộc nào.
Có 49,519 hộ trong đó có 34,90% có con cái dưới tuổi 18 sống chung với họ, 59,20% là những cặp kết hôn sinh sống với nhau, 10,50% có một chủ hộ là nữ không có chồng sống cùng, và 26,20% là không gia đình. 21,80% trong tất cả các hộ gồm các cá nhân và 8,00% có người sinh sống một mình và có độ tuổi 65 tuổi hay già hơn.  Quy mô trung bình của hộ là 2,60 còn quy mô trung bình của gia đình là 3,03,
Phân bố độ tuổi của cư dân sinh sống trong huyện là 25,80% dưới độ tuổi 18, 8,10% từ 18 đến 24, 32,50% từ 25 đến 44, 22,10% từ 45 đến 64, và 11,60% người có độ tuổi 65 tuổi hay già hơn.  Độ tuổi trung bình là 35 tuổi. Cứ mỗi 100 nữ giới thì có 97,00 nam giới. Cứ mỗi 100 nữ giới có độ tuổi 18 và lớn hơn thì, có 94,10 nam giới.
Thu nhập bình quân của một hộ ở quận này là $46.140, và thu nhập bình quân của một gia đình ở quận này là $53.692, Nam giới có thu nhập bình quân $36.714 so với mức thu nhập $26.010 đối với nữ giới. Thu nhập bình quân đầu người của quận là $21.121, Khoảng 4,80% gia đình và 7,10% dân số sống dưới ngưỡng nghèo, bao gồm 8,30% những người có độ tuổi 18 và 9,60% là những người 65 tuổi hoặc già hơn.

## Thành phố và thị xã
- Concord
- Harrisburg
- Kannapolis
- Mount Pleasant
- Midland